# Бјелопоље (Плитвичка Језера)
Бјелопоље је насељено мјесто у Лици. Налази се у општини Плитвичка Језера, у Личко-сењска жупанији, Република Хрватска.

## Географија
Кроз Бјелопоље пролази Личка магистрала, која спаја Загреб и Сплит. Бјелопоље је удаљено од Коренице око 6 км, а од Удбине 23 км.

## Историја
Бјелопоље се од распада Југославије до августа 1995. године налазило у Републици Српској Крајини. До територијалне реорганизације у Хрватској насеље се налазило у саставу бивше велике општине Кореница.

## Култура
У Бјелопољу је сједиште истоимене парохије Српске православне цркве. Парохија Бјелопоље припада Архијерејском намјесништву личком у саставу Епархије Горњокарловачке. У Бјелопољу се налази храм Српске православне цркве Свете Петке, у току Другог свјетског рата девастиран, након рата у порти храма направљена пилана и српски православни храм Светог великомученика Георгија, који је спаљен у току Другог свјетског рата, а обновљен 1991-1995. Парохију сачињавају Бјелопоље, Тук, Ведашић, Доњи и Горњи Фркашић, Грабушић и Понор.

## Становништво
Према попису из 1991. године, насеље Бјелопоље је имало 163 становника, међу којима је било 143 Срба, 6 Хрвата и 6 Југословена. Према попису становништва из 2001. године, Бјелопоље је имало 195 становника. Према попису становништва из 2011. године, насеље Бјелопоље је имало 114 становника.
| Националност       | 1991. | 1981. | 1971. | 1961. |
| Срби               | 143   | 161   | 185   | 261   |
| Хрвати             | 6     | 7     | 7     | 22    |
| Југословени        | 6     | 15    | 4     | 3     |
| Муслимани          | 7     |       |       |       |
| Словенци           |       |       |       | 1     |
| Мађари             |       |       | 1     |       |
| остали и непознато | 1     |       | 3     |       |
| Укупно             | 163   | 183   | 200   | 287   |

| Демографија | Демографија | Демографија |
| Година      | Становника  | Становника  |
| ----------- | ----------- | ----------- |
| 1961.       | 287         |             |
| 1971.       | 200         |             |
| 1981.       | 183         |             |
| 1991.       | 163         |             |
| 2001.       | 195         |             |
| 2011.       |             | 114         |

## Познате личности
- Стеван Калембер, народни посланик
- Петар Бига, бранилац Србобрана
- Буде Будисављевић (жупан), српски књижевник и политичар